# Eero Saarinen
Eero Saarinen (Kirkkonummi; 20 de agosto de 1910 - Ann Arbor, Míchigan; 1 de septiembre de 1961) fue un arquitecto y diseñador industrial finlandés que contó también con la nacionalidad estadounidense.

## Biografía

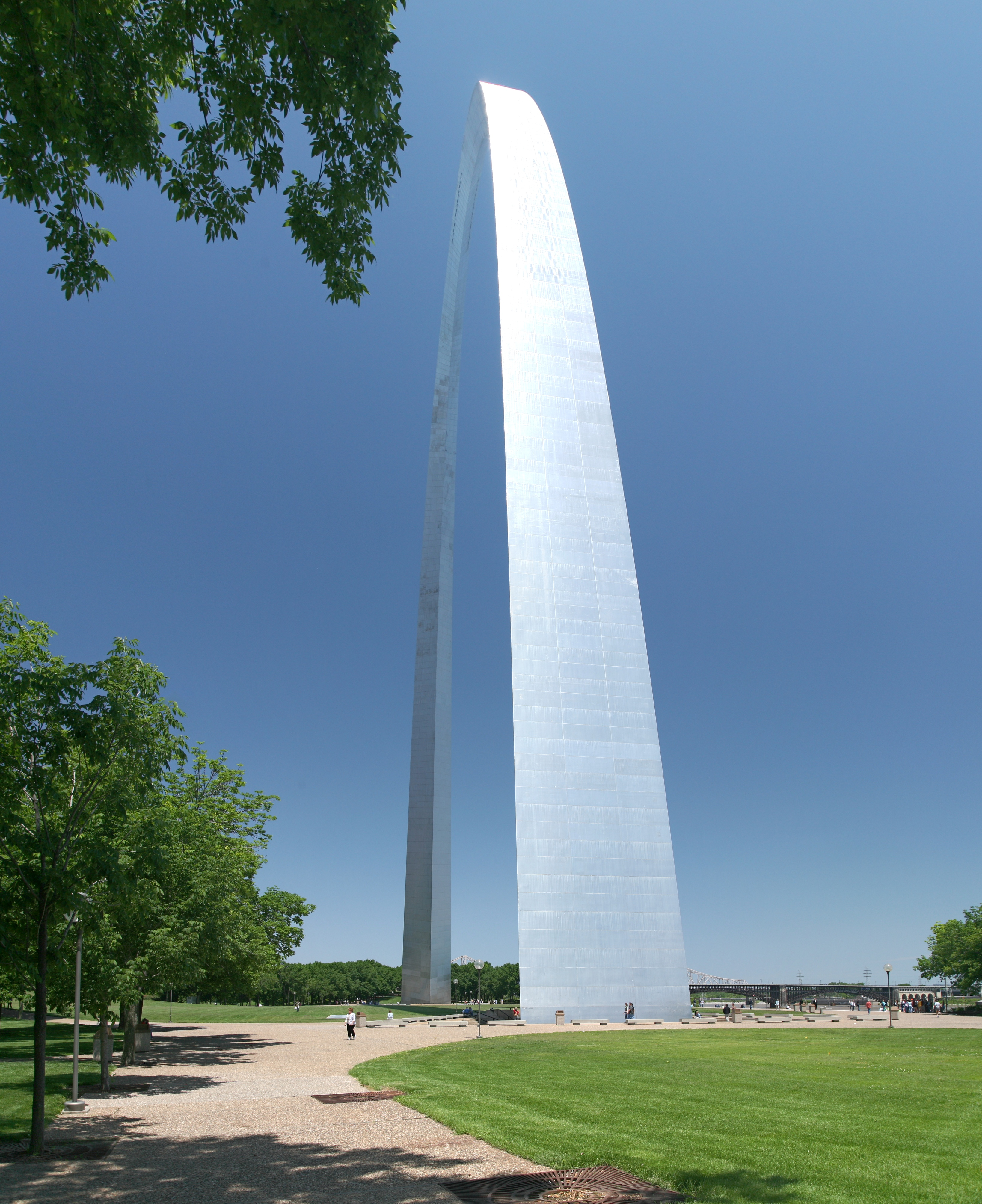
Arco Gateway en San Luis, inaugurado en 1967.

Nació en Kirkkonummi. Su madre fue la escultora Louise (Loja) Gesellius, después Saarinen, y su padre fue el conocido arquitecto Eliel Saarinen. Cuando tenía 13 años, sus padres emigraron a los Estados Unidos.

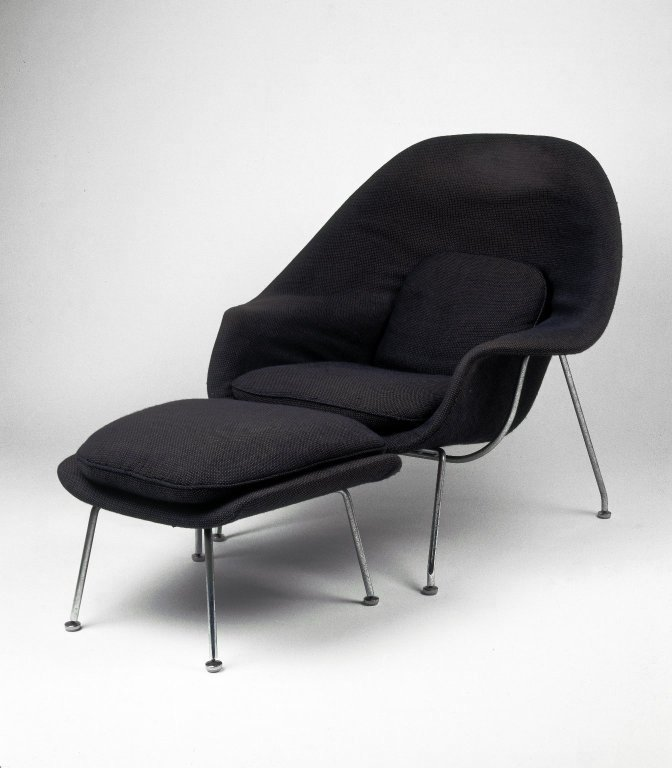
Silla Útero, Modelo N.º 70, diseñada en 1947-1948, Museo Brooklyn.

Eero Saarinen estudió inicialmente escultura en la Academia de la Grand Chaumiére de París y posteriormente arquitectura en la universidad de Yale. Recibió una beca para viajar nuevamente a Europa, donde permaneció dos años. A su regreso fue profesor de arquitectura en la Academia de Arte Cranbrook. También empezó a trabajar en la firma "Saarinen, Swansen and Associates", encabezada por Eliel Saarinen y Robert Swansen de finales de 1930 hasta la muerte de Eliel en 1950. La firma se localizó en Bloomfield Hills, Míchigan, hasta 1961, cuando el estudio fue trasladado a Hamden, Connecticut.
Saarinen recibió por primera vez un reconocimiento crítico, mientras aún trabajaba para su padre, por una silla diseñada junto con Charles Eames para el concurso "Organic Design in Home Furnishings" en 1940, por la que recibieron el primer premio. La "silla Tulip", como todas las demás sillas Saarinen, fue puesta en producción por la compañía de muebles Knoll, fundada por Hans Knoll, quien se casó con la amiga de la familia Saarinen, Florence (Schust) Knoll. Cuando Saarinen todavía trabajaba para su padre, recibió también el primer premio en el concurso para el diseño del monumento Jefferson National Expansion Memorial, en St. Louis, que no se terminó hasta la década de 1960. El premio fue enviado erróneamente a su padre.
Durante su larga asociación con Knoll diseñó muchas piezas importantes de mobiliario incluyendo la silla de salón "Grasshopper" y el otomano (1946), la silla y otomana "Womb" (1948), el sofá "Womb"  (1950), y su más famoso grupo "Tulip" o "Pedestal" (1956), que ofrecía sillas de lado y de brazo, comedor, café y mesas laterales , Así como un taburete. Todos estos diseños eran altamente exitosos, excepto la silla de salón "Grasshopper", que, aunque estuvo en producción hasta 1965, no fue un gran éxito.
Una de las obras más tempranas de Saarinen en recibir la aclamación internacional es la escuela de Crow Island en Winnetka, Illinois (1940). El primer trabajo importante de Saarinen, en colaboración con su padre, fue el centro técnico de General Motors en Warren, Míchigan, que sigue el estilo racionalista del estilo Miesian, incorporando el acero y el vidrio, pero con el acento agregado de los paneles en dos tonalidades de azul. El centro técnico de GM fue construido en 1956, con Saarinen usando maquetas, que le permitió compartir su Ideas con otros, y recoger las aportaciones de otros profesionales. 
Con el éxito del centro, Saarinen fue invitado por otras grandes corporaciones estadounidenses como John Deere, IBM y CBS para diseñar su nueva sede u otros edificios corporativos importantes. A pesar de su racionalidad, sin embargo, los interiores por lo general contenían dramáticas escaleras mecánicas, así como muebles diseñados por Saarinen, como la Serie Pedestal. En la década de los 50 comenzó a recibir más comisiones de las universidades estadounidenses para los diseños de campus y edificios individuales. Estos incluyeron el dormitorio de Noyes en Vassar, Hill College House en la Universidad de Pensilvania, así como una pista de hielo, Ingalls Rink, Ezra Stiles & Morse Colleges en la Universidad de Yale, la MIT Chapel y el vecino Kresge Auditorium en el MIT y en la Universidad de Chicago, el edificio de la escuela de derecho.
Saarinen sirvió en el jurado para la construcción de la Ópera de Sídney en 1957 y fue crucial en la selección del diseño ahora internacionalmente conocido de Jørn Utzon. Un jurado que no incluyó a Saarinen había descartado el diseño de Utzon en la primera ronda, Saarinen revisó los diseños descartados, reconoció una calidad en el diseño de Utzon, y en última instancia aseguró la adjudicación de Utzon.
Después de la muerte de su padre en julio de 1950, Saarinen fundó su propia oficina de arquitecto, "Eero Saarinen and Associates". Fue el socio principal de 1950 hasta su muerte en 1961. Bajo Eero Saarinen, la firma llevó a cabo muchos de sus proyectos, incluyendo el Complejo Holmdel de Bell Labs en Holmdel Township, Nueva Jersey, el Jefferson National Expansion Memorial (incluyendo el Gateway Arch) en San Luis, Misuri, la Casa Miller en Columbus, Indiana, el TWA Flight Center en el aeropuerto internacional Kennedy de Nueva York que diseñó junto con Charles J. Parise, la terminal principal del aeropuerto internacional de Dulles cerca de Washington D. C., la nueva terminal del este del aeropuerto de Atenas que abrió en 1967, etcétera. Muchos de estos proyectos usan curvas de catenaria en sus diseños estructurales.
Una de las estructuras de hormigón de capa fina más conocidas en América es el Auditorio Kresge (MIT), que fue diseñado por Saarinen. Otra estructura de cubierta delgada que creó es la pista Ingalls de Yale, que tiene cables de suspensión conectados a una única columna vertebral de concreto y es apodada "la ballena". Sin duda, su obra más famosa es el TWA Flight Center, que representa la culminación de sus diseños anteriores y demuestra su expresionismo neofuturístico y la maravilla técnica en cubiertas de hormigón.
Eero también trabajó con su padre, madre y hermana diseñando elementos del campus de Cranbrook en las colinas de Bloomfield, Míchigan, incluyendo la escuela de Cranbrook, la escuela de Kingswood, la academia de arte de Cranbrook y el Cranbrook Science Institute.
Saarinen se hizo famoso por sus diseños de líneas curvadas, especialmente en las cubiertas de sus edificios, con las que conseguía imprimirles una gran ligereza. Se le asocia frecuentemente con lo que se ha venido a denominar la arquitectura internacional. 
Saarinen murió el 1 de septiembre de 1961, a la edad de 51 años mientras se sometía a una operación por un tumor cerebral. Estaba en Ann Arbor, Míchigan mientras supervisaba la realización de un nuevo edificio de  música para la escuela de música, del teatro y de la danza de la Universidad de Míchigan. Está enterrado en el cementerio White Chapel Memorial Park, en Troy, Míchigan.

## Obras representativas
- Arco Gateway (San Luis, Misuri)

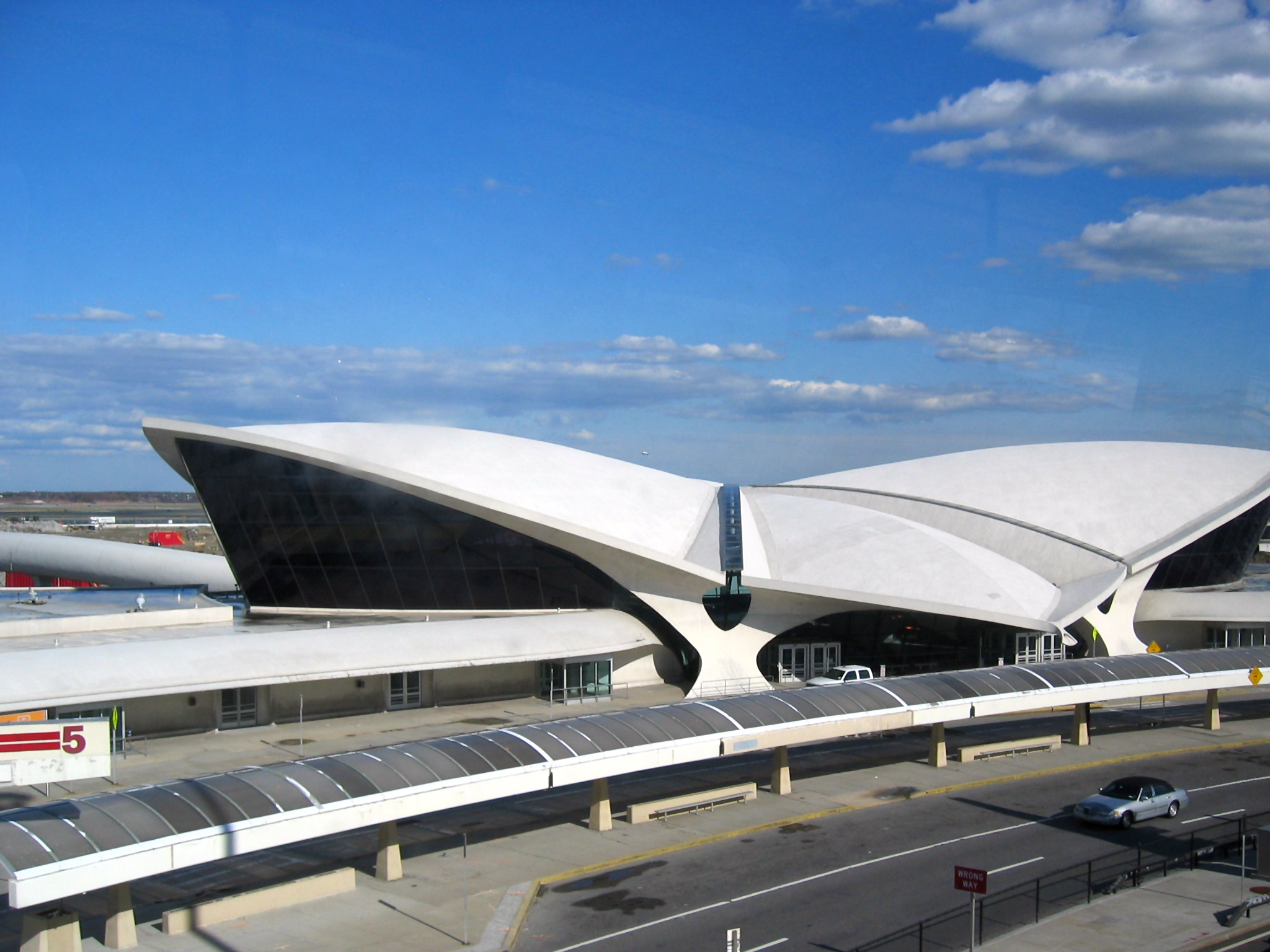
El TWA Flight Center, inaugurado en 1962.

- Aeropuerto Internacional de Hellinikon
- Auditorio Kresge, Instituto de Tecnología de Massachusetts (Boston)
- Edificio Bell Laboratories (Holmdel, Nueva Jersey)
- Edificio de la CBS (Black Rock, Nueva York)
- Teatro Vivían Beaumont, Lincoln Center (Nueva York)
- Aeropuerto Internacional Dulles (Washington)
- Terminal de la TWA, Aeropuerto Kennedy (Nueva York)
- Centro Técnico de General Motors (Warren, Míchigan)
- Embajada de EE. UU. en Oslo
- Embajada de EE. UU. en Londres
- Iglesia North Christian (Columbus, Indiana)
- Estadio de Hokey David S.Ingalls en la Universidad de Yale  (New Haven, Connecticut)
- Casa Miller  (Columbus, Indiana)